# Pante Jaloh
Pante Jaloh is een bestuurslaag in het regentschap Aceh Utara van de provincie Atjeh, Indonesië. Pante Jaloh telt 531 inwoners (volkstelling 2010).